# Гладбах (Рейнланд-Пфальц)
Гладбах (нім. Gladbach) — громада в Німеччині, розташована в землі Рейнланд-Пфальц. Входить до складу району Бернкастель-Віттліх. Складова частина об'єднання громад Віттліх-Ланд.
Площа — 3,60 км2. Населення становить 360 ос. (станом на 31 грудня 2020).